# إدوين بيرد
إدوين بيرد (بالإنجليزية: Edwin Baird)‏ هو صحفي أمريكي، ولد في 1886، وتوفي في 1957.